# Hans Bartos

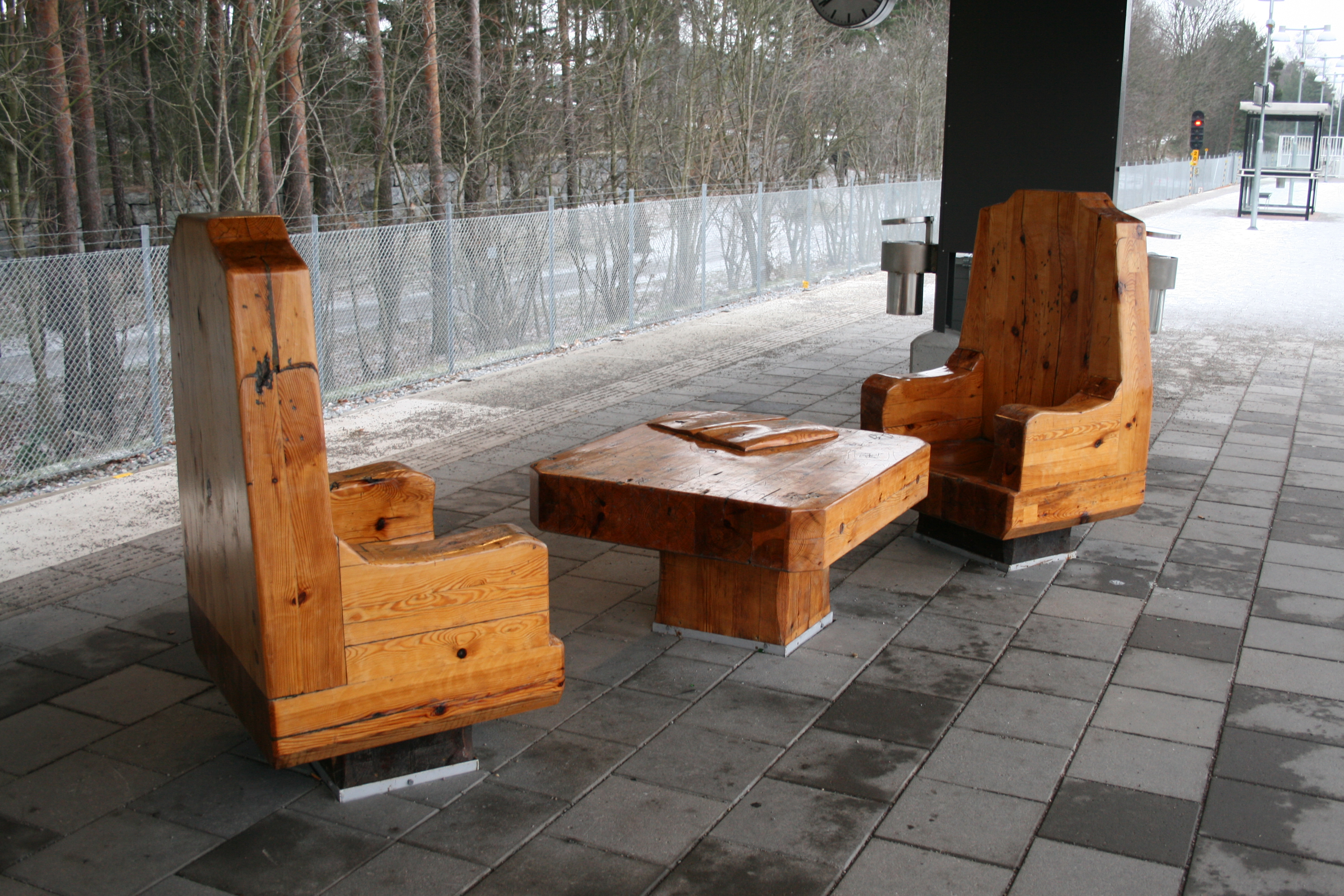
Länstolar i trä på tunnelbanestation Skogskyrkogården i Stockholm

Hans Bartos, född 21 september 1944 i Wien, är en österrikisk-svensk skulptör. Han är bosatt i Järna.

## Offentliga verk i urval
- Länstolar, trä, perrongen på tunnelbanestation Skogskyrkogården i Stockholm
- Vindflöjlar, stål, 1995, gården mellan Akuten och Mödravårdscentralen, Visby lasarett
- Vindmobiler, stål, 1999, Konstparken i Piteå
- Mobilus, formgivning av slänggunga, bland andra platser Örjanskolan i Järna[1]